# Venrath
Venrath is een plaats in de Kreis Heinsberg en behoort tot de stad Erkelenz. Venrath behoort al sinds 1 januari 1972 tot de gemeente (Erkelenz) en heeft 892 inwoners. Het dorp is gelegen in het noordoosten van deze gemeente.
Daarnaast is er nog de dagbouwmijn Garzweiler, die zich ten zuiden van Venrath bevindt. In eerste instantie zou Venrath zich bevinden in het uitbreidingsgebied van deze mijn, aangezien deze mijn zich namelijk aan het uitbreiden is. Later werd dit voorstel geweigerd.
Venrath is gelegen in een börde, een laaggelegen, vruchtbare vlakte. Börde is een Noord-Duitse benaming voor zo'n vlakte.
Ten zuiden en zuidoosten van Venrath zijn de dorpen Kaulhausen (zuid) en Kuckum (zuidoost) gelegen. In het noorden heb je de nog de tot Mönchengladbach behorende dorpen Herrath en Beckrath. Tussen de noordelijke dorpen en Venrath zelf is de snelweg A46 gelegen, waardoor Venrath ook meteen best wel makkelijk te bereiken is vanaf deze snelweg en daarmee ook het Duitse snelwegennetwerk.

## Etymologie
De naam Venrath is voortgekomen uit de woorddelen "fenni", wat moeras betekent, en "reod", wat tot slot rooien betekent. Rooien is het ontginnen en voor bebouwing geschikt land maken door het omhakken van bomen en het uit de grond trekken van de wortels. Beide woorddelen komen uit het Oudhoogduits en er zijn meerdere plekken die een soortgelijke naam dragen, met dezelfde etymologische betekenis. Voorbeelden hiervan zijn het Nederlandse dorp Venray en het eveneens Nederlandse landgoed Venrode.